# 5070 Arai
5070 Arai eller 1991 XT är en asteroid i huvudbältet som upptäcktes den 9 december 1991 av de båda japanska astronomerna Seiji Ueda och Hiroshi Kaneda i Kushiro. Den är uppkallad efter japanen Arai Ikunosuke.
Asteroiden har en diameter på ungefär 28 kilometer.